# Guanacache
Guanacache, o también denominada Huanacache, es una localidad argentina, ubicada en el centro sur de la provincia de San Juan, al sur de la ciudad de San Juan. Es también distrito del departamento Sarmiento, emplazado en el centro este de dicha jurisdicción al sur de su localidad cabecera, Media Agua.
Es una de las localidades más próximas a las Lagunas de Guanacache, y donde habitan descendientes de los Huarpes. Es una localidad que tiene como actividad económica principal a la agricultura, donde se cultivan principalmente olivos, de la mano de empresas extranjeras.
Está circundada por un paisaje árido, accidentado (montañoso) de escasa vegetación

## Población
Cuenta con 112 habitantes (Indec, 2001), lo que representa un descenso del 10,4% frente a los 125 habitantes (Indec, 1991) del censo anterior.

## Sismicidad
La sismicidad del área de Cuyo (centro oeste de Argentina) es frecuente y de intensidad baja, y un silencio sísmico de terremotos medios a graves cada 20 años en distintas áreas aleatorias.

### Terremoto de Caucete 1977
El 23 de noviembre de 1977, la región fue asolada por un terremoto y que dejó como saldo lamentable algunas víctimas, y un porcentaje importante de daños materiales en edificaciones.
El Día de la Defensa Civil fue asignado por un decreto recordando el sismo que destruyó la ciudad de Caucete el 23 de noviembre de 1977, con más de 40.000 víctimas sin hogar. No quedaron registros de fallas en tierra, y lo más notable efecto del terremoto fue la extensa área de licuefacción (posiblemente miles de km²).
El efecto más dramático de la licuefacción se observó en la ciudad, a 70 km del epicentro: se vieron grandes cantidades de arena en las fisuras de hasta 1 m de ancho y más de 2 m de profundidad. En algunas de las casas sobre esas fisuras, el terreno quedó cubierto de más de 1 dm de arena.

#### Sismo de 1861
Aunque dicha actividad geológica ocurre desde épocas prehistóricas, el terremoto del 20 de marzo de 1861 señaló un hito importante dentro de la historia de eventos sísmicos argentinos ya que fue el más fuerte registrado y documentado en el país. A partir del mismo la política de los sucesivos gobiernos mendocinos y municipales han ido extremando cuidados y restringiendo los códigos de construcción. Pero solo con el terremoto de San Juan de 1944 del 15 de enero de 1944 (81 años) el gobierno sanjuanino tomó estado de la enorme gravedad sísmica de la región.